# Laurence Leblanc
Pour les articles homonymes, voir Leblanc.
Laurence Leblanc est une artiste visuelle et photographe française née à Paris le 6 juin 1967.
Elle a été lauréate du prix Niépce 2016.

## Biographie
Très jeune, dès l'âge de 9 ans, Laurence Leblanc prend des cours de dessin et de peinture dans un Atelier Martenot Arts Plastiques. 
Elle s’inscrit ensuite à une formation à la gravure aux Arts décoratifs du Louvre et découvre la photographie. 
Elle débute en 1993 par un travail sur le DAL (Droit au Logement) au cours duquel elle rencontre Jacques Higelin qu’elle photographie durant une quinzaine d’années, pour aboutir à la publication d’un livre-disque, Higelin en cavale, aux Éditions Textuel (2008).
Elle suit en 1993-1994 la tournée mondiale de Secret World de Peter Gabriel. Elle obtient à titre exceptionnel l'accord de l'auteur-compositeur-interprète britannique qui déclare : « Les photos prises étaient magnifiques et nous en avons donc utilisé pour l'album Secret World Live. Certaines de mes préférées figurent dans mes archives personnelles ». Naît ensuite, en 1996, l'exposition Peter Gabriel et le monde secret du Yi King (Viaduc des Arts, espace Cyrille Varet). 
Ses photos abordant le thème de l’enfance sont particulièrement remarquées[réf. nécessaire]. 
En 1998, elle est invitée à exposer à la galerie Claude Samuel pour le Mois de la photographie D’enfants. 
Elle obtient en 2000 le prix de la Villa Médicis hors-les-murs de l'Académie de France à Rome pour son projet au Cambodge. Ses voyages dans ce pays où la mémoire a été oubliée voire volontairement effacée, donnent lieu à des rencontres qui deviennent sources de deux expositions, la première sur l’enfance : Rithy, Chéa, Kim Sour et les autres (2000-2001), puis celle qu’elle intitule : Nonnes (2003-2004). Ces images en noir et blanc traduisent le flou des rêves ou cauchemars et des jeux, les élans physiques et spirituels, comme autant d’étapes d’une longue réflexion sur le temps et la mémoire. Les tirages sont réalisés en grand format carré de 100 cm ou de tailles plus modestes (30 x 40 cm, 50 x 60 cm).
Elle reçoit plusieurs prix, en 2003 est lauréate du Prix HSBC avec Mathieu Bernard-Reymond. 
Laurence Leblanc s’engage pour les 25 ans d'Action contre la faim en 2004 avec La Faim mythique en Somalie,, en 2005 avec La Faim cachée au Congo et en Sierra Leone puis  au Niger en 2008. 
En 2006, elle est aussi sélectionnée pour la première édition du Prix Photo du Jeu de Paume.
En 2006, de son projet Objets perdus, naît une série qui s'inscrit dans un questionnement, entre effacement et mélancolie : « Faut-il résister vainement ou s'adapter en ignorant le passé ? » Ces photographies d’objets glanés au fil du temps sans esprit de collection, comme pour préserver ce qu'il reste lorsqu'il y a eu disparition, sont accompagnées d'une bande son qui répète inlassablement le titre donné. 
Pour son exposition To live till death is not easy du 14 septembre au 3 novembre 2007, elle est invitée le 23 octobre 2007 sur France 2 avec Pierre Dumayet pour l’émission Des mots de minuit.
Elle fait partie des photographes de Polka Magazine en 2008. Seul l'air, publié chez Actes Sud en juillet 2009, donne lieu à plusieurs expositions (Arles, Bordeaux, Toulouse, Genève).
Le commissaire d’exposition Simon Njami, qui est aussi essayiste et critique d’art, écrit à son sujet en 2009 « Un mystère à conserver (on the French photographer Laurence Leblanc) ».
D’autres photos, faites au Brésil, à Cuba, à Madagascar et en Indonésie prolongent son engagement humaniste et nourrissent des expositions collectives ou individuelles jusqu’en 2013 avec Rendons le possible, à l’Institut français du Cambodge, Phnom Penh.   
Laurence Leblanc participe à Paris Photo au Grand Palais du 13 au 16 novembre 2014, après avoir exposé notamment ses photographies de format carré, aux Salons Paris Photo au Carrousel du Louvre, aux expositions Made in Paris à la Photographer's Gallery de Londres, Dfoto en Espagne, etc.
Ses photos de la série D'argile sont exposées à Bourg-en-Bresse au H2M, sous le commissariat de François Cheval dans le cadre de la manifestation Au délabrement du monde, la photographie reconnaissante jusqu'au 8 février 2015. Pour la Nuit européenne des musées, le 16 mai, son court-métrage (19 min) Bulles de silence, tourné au Ghana et à Paris est projeté au Musée Nicéphore-Niépce. Une rétrospective de son travail sur 400 m2 est montré au Musée Nicéphore Niépce du 1er juillet au 30 septembre 2022. Elle participe à l'exposition collective de la Collection Florence et Damien Bachelot au musée Réattu à Arles de juillet à octobre 2023.

## Publications
- Portraits, Collection Florence et Damien Bachelot au musée Réattu
- Où subsiste encore, L'éditeur du dimanche, 2022
- 80+80 photo_graphisme, Rencontre photo_graphique, Filigranes Éditions / Aman Iman Créations, 2006
- Rithy, Chéa, Kim Sour et les autres, Actes Sud, 2008
- Higelin en cavale', Textuel, 2008  (ISBN 2845973152) (Avec 1 CD d'interviews FIP et archives)
- Seul l'air, Actes Sud, 2009

## Expositions
Liste non exhaustive
- 2022 : « Où subsiste encore », Musée Nicéphore-Niépce, Châlons-sur-Saône  du 2 juillet au 18 septembre 2022

## Prix et récompenses
Liste non exhaustive
- 2016 : Prix Niépce-Gens d'images 2016.